# Guy Vandersmissen
Guy Vandersmissen (ur. 25 grudnia 1957 w Tongeren) – piłkarz belgijski grający na pozycji pomocnika.

## Kariera klubowa
Karierę piłkarską Vandermissen rozpoczął w klubie Standard Liège. W latach 1977–1978 grał w Stade Waremmien, a latem 1978 roku wrócił do Standardu. W sezonie 1978/1979 zadebiutował w jego barwach w pierwszej lidze belgijskiej i zaczął występować w pierwszym składzie Standardu. W sezonie 1979/1980 osiągnął ze Standardem swój pierwszy sukces w karierze, gdy wywalczył wicemistrzostwo Belgii. Z kolei w 1981 roku zdobył Puchar Belgii. Wiosną 1982 roku wystąpił w przegranym 1:2 finale Pucharu Zdobywców Pucharów z Barceloną. W tamtym roku wywalczył też swój pierwszy w karierze tytuł mistrza Belgii. W 1983 roku ponownie został mistrzem kraju. W Standardzie grał do 1991 roku i rozegrał w nim 370 meczów, w których strzelił 69 goli.
Latem 1991 roku Vandermissen przeszedł do Germinalu Ekeren. Tam grał przez rok i w 1992 roku odszedł do RWD Molenbeek z Brukseli. W RWD Molenbeek występował przez 5 sezonów. W 1998 roku zakończył karierę piłkarską w wieku 41 lat.
| Sezon   | Klub            | Kraj   | Rozgrywki  | Mecze | Bramki |
| ------- | --------------- | ------ | ---------- | ----- | ------ |
| 1978/79 | Standard Liège  | Belgia | Division I | 8     | 0      |
| 1979/80 | Standard Liège  | Belgia | Division I | 20    | 4      |
| 1980/81 | Standard Liège  | Belgia | Division I | 33    | 5      |
| 1981/82 | Standard Liège  | Belgia | Division I | 33    | 8      |
| 1982/83 | Standard Liège  | Belgia | Division I | 34    | 14     |
| 1983/84 | Standard Liège  | Belgia | Division I | 28    | 6      |
| 1984/85 | Standard Liège  | Belgia | Division I | 17    | 0      |
| 1985/86 | Standard Liège  | Belgia | Division I | 34    | 3      |
| 1986/87 | Standard Liège  | Belgia | Division I | 33    | 5      |
| 1987/88 | Standard Liège  | Belgia | Division I | 30    | 5      |
| 1988/89 | Standard Liège  | Belgia | Division I | 34    | 4      |
| 1989/90 | Standard Liège  | Belgia | Division I | 34    | 11     |
| 1990/91 | Standard Liège  | Belgia | Division I | 0     | 0      |
| 1991/92 | Germinal Ekeren | Belgia | Division I | 33    | 6      |
| 1992/93 | RWD Molenbeek   | Belgia | Division I | 16    | 0      |
| 1993/94 | RWD Molenbeek   | Belgia | Division I | 32    | 1      |
| 1994/95 | RWD Molenbeek   | Belgia | Division I | 31    | 0      |
| 1995/96 | RWD Molenbeek   | Belgia | Division I | 32    | 0      |
| 1996/97 | RWD Molenbeek   | Belgia | Division I | 33    | 4      |

## Kariera reprezentacyjna
W reprezentacji Belgii Vandermissen zadebiutował 13 czerwca 1982 roku w wygranym 1:0 spotkaniu Mistrzostwa Świata w Hiszpanii z Argentyną. Na tym turnieju oprócz meczu z Argentyną wystąpił jeszcze trzykrotnie: z Salwadorem (1:0), z Węgrami (1:1) i ze Związkiem Radzieckim (0:1). Od 1982 roku do 1987 roku rozegrał w kadrze narodowej 17 meczów.